# Taschenklappe (Herz)
Als Taschenklappen oder Semilunarklappe bezeichnet man diejenigen Herzklappen, die durch halbmondförmige, schwalbennesterartig angeordnete Taschen (Valvulae semilunares) gekennzeichnet sind. Taschenklappen finden sich am Herz der Säugetiere an den beiden Ausstrombahnen der Herzkammern. Die Taschenklappe der Aorta wird als Aortenklappe (Valva aortae), die des Truncus pulmonalis als Pulmonalklappe (Valva trunci pulmonalis) bezeichnet. 
Taschenklappen bestehen aus einer Duplikatur der Herzinnenhaut (Endokard). Die freien Ränder können knötchenartige Verdickungen aufweisen, die als Noduli valvarum semilunarium (Noduli Arantii) bezeichnet werden und den Klappenschluss verbessern.